# Église Santa Sofia (Venise)
L'église Santa Sofia est une église catholique de Venise.

## Localisation
L'église est située dans le sestiere de Cannaregio.

## Historique
À l'honneur de la connaissance divine (sophia en grec), la famille noble Gussoni et Giorgio Tribuno érigèrent en 1020 une église paroissiale dédiée à Sainte Sophie.
L'église fut reconstruite à partir de ses fondements par le curé Tommaso Curini en 1698.